# Jiangxi Lushan Football Club
El Jiangxi Lushan Football Club (en chino tradicional, 江西聯盛; en chino simplificado, 江西北大门; pinyin, Jiāngxi Liánshèng) es un equipo de fútbol de China que juega en la Segunda Liga China, la tercera división nacional.

## Historia
Fue fundado el 3 de abril de 2002 en la ciudad de Nanchang en la provincia de Jiangxi como un equipo aficionado llamado Jiujiang Liansheng por sus dueños Jiujiang Liansheng Group.
Jugaron a nivel aficionado por 10 años y fueron campeones de la China Amateur Football League en 2011. El 23 de febrero de 2012 el club fue reorganizado como equipo profesional y cambiaron su nombre por el de Jiangxi Liansheng con el fin de ser más representativos con la ciudad.
Su primera temporada como equipo profesional fue en la Segunda Liga China donde terminaron en octavo lugar de su grupo. Luego de tres temporadas vencieron al Taiyuan Zhongyou Jiayi 2–0 en la final de la división y lograron el ascenso a la Primera Liga China por primera vez.

## Nombres
- 2002–2012: Jiujiang Liansheng (九江联盛）
- 2012–2020: Jiangxi Liansheng (江西联盛)
- 2021–2022: Jiangxi Beidamen (江西北大门)
- 2023-:Jiangxi Lushan (江西庐山)

## Palmarés
- Segunda Liga China: 1

2014

## Entrenadores
- Gu Mingchang (2012)
- Li Xiao (2013–2014)
- Huang Yan (2015)
- Sun Wei (2015)
- Song Lihui (2016)
- Fan Yuhong (2017)
- Kazimir Vulić (2017–2018)
- Huang Yong (2019–)